# Neil Marshall
Pour les articles homonymes, voir Marshall.
Neil Marshall, né le 25 mai 1970 à Newcastle upon Tyne en Angleterre au Royaume-Uni, est un réalisateur, scénariste, monteur et producteur britannique. Il commence sa carrière comme monteur, avant de réaliser les films à succès Dog Soldiers (2002) et The Descent (2005).

## Biographie

### Enfance
Né le 25 mai 1970, Neil Marshall grandit à Newcastle upon Tyne en Angleterre. Alors qu'il a cinq ou six ans, ses parents le laissaient tard devant la télévision diffusant des films comme Frankenstein (1931) de James Whale, La Malédiction (1976) de Richard Donner, The Shining (1980) de Stanley Kubrick, Les Aventuriers de l'arche perdue (1981) de Steven Spielberg ou The Thing (1982) de John Carpenter. À onze ans, il s'en inspire pour réaliser son premier film avec une caméra Super 8 chez lui avec son meilleur ami.
En 1989, il fréquente l'école du cinéma à Newcastle Polytechnic — aujourd'hui l'université de Northumbria — où, engagé par Bharat Nalluri en 1994, il travaille en tant que monteur, storyboarder et assistant réalisateur sur le court-métrage Driven pour la télévision et Killing Time pour le cinéma en 1998.

### Carrière
Il est engagé en 1995 comme scénariste (en compagnie de Caspar Berry et Fleur Costello) et monteur du premier film de Bharat Nalluri, Killing Time  (1998). Ensuite, il continue à écrire des courts métrages comme The Gatherers de Ian D. Fleming (1998), Bully de Darren Mapletoft (1999).
En 2002, il réalise son premier long-métrage, Dog Soldiers, sur lequel il officie également en tant que scénariste et monteur. Le film est tourné dans la région des Highlands en Écosse et surtout au Luxembourg. Il met en scène six soldats anglais inexpérimentés pris au piège des loups-garous. Ce film d'horreur devint vite un film culte au Royaume-Uni et aux États-Unis. Il obtient plusieurs récompenses comme un Corbeau d’or et un Pégase au Festival international du film fantastique de Bruxelles ainsi que le Grand Prix du film fantastique européen en argent au Festival international du film du Luxembourg. Neil Marshall déclare à ce propos : « Je suis étonné et ravi. C'est un film d'horreur original avec des masses de gore et d'humour, parfait pour une session après le pub avec quelques canettes. Pour moi, ce Dog Soldiers est un film d'horreur, un film militaire, de guerre et un western. Il fait de nombreux hommages aux westerns comme La Horde sauvage et Rio Bravo, mais personne ne semble reprendre ce genre de film ! »
En 2005, sort son second long métrage, The Descent. Ce nouveau film horrifique, dans lequel un groupe de jeunes spéléologues passionnées coincées dans une grotte souterraine et soudain pourchassées par des monstres difformes, est un succès. Il récolte par ailleurs de nombreuses récompenses dont le prix du meilleur réalisateur aux British Independent Film Awards et un prix de la meilleure réussite technique lors des Evening Standard British Film Awards en 2006. Son film connaitra une suite, The Descent 2 (2009) de Jon Harris, sur lequel Neil Marshall est uniquement producteur délégué.

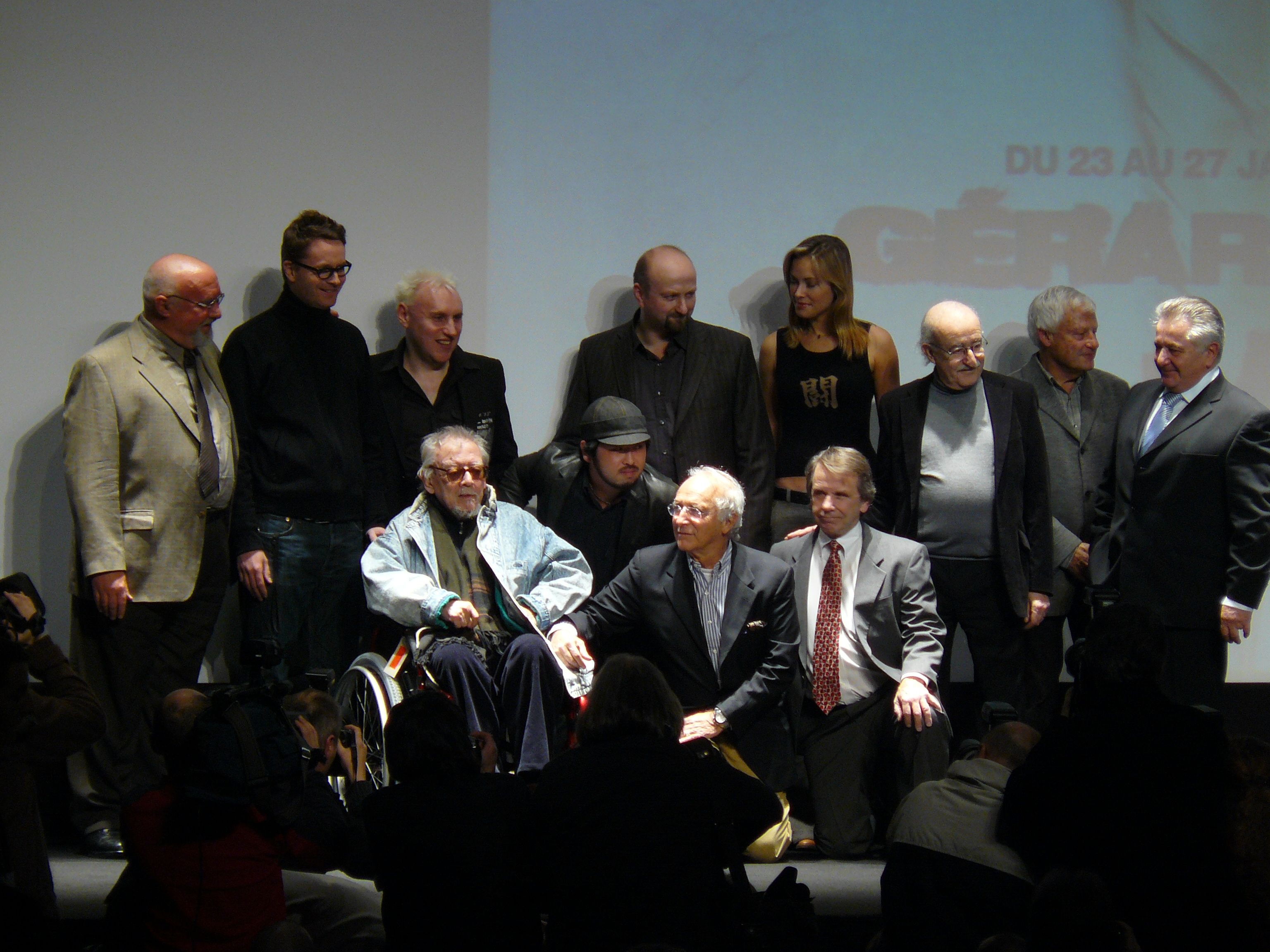
En plein festival Fantastic'arts 2008 se réunissent, de gauche à droite, S. Gordon, N. Winding Refn, J. West, N. Marshall, K. Loken, J. Herz, L. Chouchan (fondeur du festival), P. Sachot (président de l'association Fantastic'Arts), J. Franco, T. Shimizu, R. Deodato, S.S. Cunningham.

En 2008, il a comme projet une adaptation du roman Drive de James Sallis avec Hugh Jackman dans le rôle principall. Le projet sera finalement repris par Nicolas Winding Refn : Drive sort en 2011 avec Ryan Gosling. En juin 2009, 20th Century Fox l'approche pour mettre en scène Predators, troisième film mettant en scène les créatures du même nom. Le poste revient finalement à Nimród Antal, alors que le film sort en 2010. En octobre 2009, Paramount Pictures songe à Neil Marshall et Neill Blomkamp comme remplaçant de Peter Berg qui avait abandonné le projet de remake de Dune (1984) de David Lynch, mais le Français Pierre Morel semble alors avoir les faveurs du studio.
Toujours comme scénariste et réalisateur, il tourne ensuite en Afrique du Sud et en Écosse le thriller post-apocalyptique Doomsday (2008), avec Rhona Mitra, Bob Hoskins et Malcolm McDowell. Avec un budget de dix-sept millions de livres, le film est un échec public avec seulement 22 millions de dollars de recettes mondiales.
Il aborde ensuite un autre genre cinématographique, le péplum, pour Centurion, avec Michael Fassbender et son épouse Axelle Carolyn. Sorti en 2010, ce film est tourné en Angleterre dans la forêt d'Alice Holt et en Écosse, notamment à Badenoch, ainsi que Strathspey.
Dès 2012, il se focalise sur la réalisation d'épisodes de séries télévisées : Game of Thrones, Black Sails, Constantine ou Hannibal. Il revient au cinéma en 2015 avec le film d'horreur à sketches Tales of Halloween, dans lequel il réalise le segment Bad Seed. Il retourne ensuite à la télévision, notamment en 2016 pour les séries Timeless et Westworld et le téléfilm Poor Richard's Almanack. En 2018, il produit la série Perdus dans l'espace et réalise 2 épisodes.
2019 marque son retour au cinéma avec Hellboy, 3e film adapté du personnage de comics Hellboy créé par Mike Mignola, déjà porté à l'écran dans Hellboy (2004) et Hellboy 2 : Les Légions d'or maudites (2008) de Guillermo del Toro.

### Vie privée
Neil Marshall est marié depuis 2007 à la journaliste belge Axelle Carolyn, qui est également actrice, maquilleuse, scénariste et romancière.

## Filmographie
Sauf indication contraire, les informations mentionnées dans cette section peuvent être confirmées par la base de données cinématographiques IMDb,  présente dans la section « Liens externes ».

### Réalisateur

#### Cinéma
- 1992 : Brain Death (court métrage)
- 1999 : Combat (court métrage)
- 2002 : Dog Soldiers (également monteur)
- 2005 : The Descent
- 2008 : Doomsday (également monteur)
- 2010 : Centurion
- 2015 : Tales of Halloween - segment Bad Seed
- 2019 : Hellboy
- 2020 : Sorcière (The Reckoning)
- 2023 : The Lair

#### Télévision
- 2012-2014 : Game of Thrones (série TV) - 2 épisodes
- 2014 : Black Sails (série TV) - 2 épisodes
- 2014 : Constantine (série TV) - 2 épisodes
- 2015 : Hannibal (série TV) - 1 épisode
- 2016 : Timeless (série TV) - 1 épisode
- 2016 : Westworld (série TV) - saison 1, épisode 3
- 2016 : Poor Richard's Almanack (téléfilm)
- 2018 : Perdus dans l'espace (Lost in Space) (série TV) - 2 épisodes

### Scénariste
- 1992 : Brain Death (court métrage) de lui-même
- 1998 : Killing Time de Bharat Nalluri (également monteur)
- 1999 : Combat (court métrage) de lui-même
- 2002 : Dog Soldiers de lui-même
- 2005 : The Descent de lui-même
- 2008 : Doomsday de lui-même
- 2010 : Centurion de lui-même
- 2011 : Dog Soldiers: Legacy (série TV) - 1 épisode (histoire)
- 2015 : Tales of Halloween - segment Bad Seed de lui-même
- 2020 : Sorcière (The Reckoning)  de lui-même

### Producteur, producteur délégué
- 1992 : Brain Death (court métrage) de lui-même
- 2009 : The Descent 2 (The Descent: Part 2) de Jon Harris
- 2011 : The Last Post (court métrage) d'Axelle Carolyn
- 2011 : Hooked (court métrage) d'Axelle Carolyn
- 2011 : The Halloween Kid (court métrage) d'Axelle Carolyn
- 2013 : Soulmate d'Axelle Carolyn
- 2016 : Dark Signal d'Edward Evers-Swindell
- 2016 : Poor Richard's Almanack (téléfilm) de lui-même
- 2018 : Perdus dans l'espace (Lost in Space) (série TV) - 10 épisodes

### Caméos
- 2010 : Centurion de lui-même : un archer sur le Mur d'Hadrien
- 2014 : Game of Thrones (série TV) - saison 4, épisode 9 : un archer de la Garde de nuit

## Distinctions

### Récompenses
- Festival international du film fantastique de Bruxelles 2002 : Corbeau d’or pour Dog Soldiers[15]
- Festival international du film fantastique de Bruxelles 2002 : prix Pégase pour Dog Soldiers
- Festival international du film du Luxembourg 2002 : Grand Prix en argent du film fantastique européen pour Dog Soldiers
- British Independent Film Awards 2005 : meilleur réalisateur pour The Descent
- Evening Standard British Film Awards 2006 :  meilleure réussite technique pour The Descent
- Festival du film de Philadelphie 2006 : prix du public pour The Descent

### Nominations
- Festival international du film de Catalogne 2002 : meilleur film pour Dog Soldiers
- Festival international du film du Luxembourg 2003 : Grand Prix en or du film fantastique européen pour Dog Soldiers
- Empire Awards 2003 : meilleur espoir pour Dog Soldiers
- Fantasporto 2003 : meilleur film pour Dog Soldiers
- London Film Critics Circle Awards 2006 : réalisateur britannique de l'année pour The Descent
- Online Film Critics Society Awards 2007 : réalisateur de l'année pour The Descent